# Perpetua e Felicita
Perpetua (... – Cartagine, 7 marzo 203) e 
Felicita (... – Cartagine, 7 marzo 203) furono due giovani cristiane che subirono il martirio sotto l'imperatore Settimio Severo insieme a Saturo, Revocato, Saturnino e Secondolo.
Sono venerate come sante sia dalla Chiesa cattolica che dalle Chiese ortodosse.

## Documenti
Il resoconto del loro martirio scritto in latino, gli Atti di Perpetua e Felicita, fu scoperto da Luca Olstenio e pubblicato da Pierre Poussines.
I capitoli III–X contengono i racconti e le presunte visioni di Perpetua, i capitoli XI-XIII quelle di Saturo. 
I capitoli I-II XIV-XXI sono attribuiti a un testimone oculare poco dopo la morte dei martiri.
Nel 1890 Rendel Harris scoprì un altro resoconto scritto in greco, che ha pubblicato in collaborazione con Seth K. Gifford (Londra, 1890). 
Molti storici ritengono che questo testo in greco sia l'originale, altri postulano la contemporaneità di entrambi i testi, tuttavia l'ipotesi più accreditata è che il testo in latino sia l'originale e quello in greco una mera traduzione.
Il fatto che Tertulliano sia l'autore di questi Atti non è dimostrato, così come non lo è il fatto che tutti questi martiri o alcuni di essi fossero montanisti. 
Negli atti non ci sono indicazioni al riguardo.
Secondo alcuni studiosi - come ad esempio Emilio Bossi, - Perpetua e Felicita non sarebbero mai esistite, ma farebbero parte di un numeroso gruppo di personaggi "costruiti" su preesistenti festività o usanze pagane allo scopo di trasferirne il culto o l'osservanza verso la nuova religione cristiana. In particolare il nome delle due sante deriverebbe dall'augurio latino "perpetua felicitas".

## Vita secondo la fonte agiografica pervenuta
Secondo la tradizione, la loro passio fu redatta da Perpetua e Felicita stesse e la sua compilazione definitiva fu opera dell'apologista Tertulliano.
In base a questo racconto, Vibia Perpetua, una nobile e colta matrona di Cartagine di ventidue anni, madre di un bambino che ancora allattava, fu arrestata insieme ai suoi servi Revocato, Saturnino, Secondolo e Felicita, incinta e in procinto di partorire: erano tutti catecumeni ed erano stati convertiti al Cristianesimo da Saturo.
Nel 202, un decreto dell'imperatore Settimio Severo (193-211) aveva proibito a tutti i cittadini dell'impero di diventare cristiani ed anche ebrei, e chiunque avesse disobbedito sarebbe stato condannato a pene severe.
Il padre di Perpetua era pagano, mentre sua madre e due suoi fratelli erano cristiani, uno dei quali catecumeno. Il terzo fratello, il giovane Dinocrate, morì ancora bambino.
Dopo il loro arresto, e prima di essere condotti in prigione, i cinque catecumeni furono battezzati. Perpetua e Saturo lasciarono dei fedeli e puntuali resoconti delle sofferenze e dei patimenti durante la prigionia, del tentativo del padre di Perpetua di indurla all'apostasia, delle loro visioni e di tutte le vicissitudini prima della loro esecuzione.
Poco dopo la morte dei cinque martiri, un cristiano ha aggiunto a questi documenti anche il racconto dell'esecuzione.
Il buio e l'atmosfera oppressiva della prigione spaventarono molto Perpetua, che era anche molto in ansia per la vita del suo bambino. Due diaconi, accordandosi sul compenso per farli trasferire in una sezione meno dura del carcere, riuscirono a far visita ai prigionieri, alleviandone un po' le sofferenze. Anche la madre e il fratello catecumeno fecero visita a Perpetua, che poté riabbracciare e nutrire il suo bambino, tenendolo in cella con sé.
Secondo la passio citata, Perpetua ebbe anche una visione, in cui saliva su una scala stretta, sui cui lati erano fissati ogni genere di strumenti di ferro (spade, lance, arpioni, lunghi coltelli, spiedi), in modo tale che chi trascurava di guardare verso l'alto finisse dilaniato, impigliato nei ferri; fino a raggiungere un prato verde, in cui pascolava un gregge di pecore. Da questo capì di essere prossima al martirio.
Pochi giorni dopo il padre di Perpetua, avendo saputo che il processo stava per avere luogo, si recò in visita alla prigione, supplicando la figlia di rinnegare la sua fede, avendo pietà della sua sofferenza, ma Perpetua restò salda. Il giorno seguente i sei catecumeni furono processati dinanzi al procuratore Ilariano. Tutti e sei professarono con forza la loro fede cristiana; il padre di Perpetua, portandole il figlio, tentò nuovamente di indurla all'apostasia e perfino il procuratore fece delle rimostranze verso di lei, ma invano. Perpetua rifiutò di fare sacrifici agli dei per la salute dell'imperatore. Suo padre, a causa della sua insistenza, fu allontanato con la forza dal procuratore e fustigato, e i sei catecumeni furono condannati a essere sbranati da belve feroci.
Sempre secondo la "passio", in una visione Perpetua vide il fratellino Dinocrate, morto all'età di 7 anni, dapprima triste e sofferente poiché incapace di abbeverarsi all'"acqua della salvezza" e, dopo aver pregato per lui offrendo a Dio la sua sofferenza, lo vide pieno di gioia nell'abbeversi all'"acqua divina" ; in un'altra vide se stessa impegnata in una lotta vittoriosa contro un etiope selvaggio: le fu subito chiaro che non avrebbe lottato contro belve feroci, bensì contro il diavolo.
Anche Saturo tramandò per iscritto le sue presunte visioni: in una di esse era trasportato insieme con Perpetua da quattro angeli in uno splendido giardino, dove incontrarono altri martiri cristiani, vittime della persecuzione e delle loro stesse sofferenze: Giocondo, Saturnino, Artaio, e Quinto. Nella visione c'erano anche il vescovo Ottato di Cartagine e il sacerdote Aspasio, che implorarono i martiri per la riconciliazione. Frattanto si stava avvicinando la festa della nascita del cesare Geta, figlio di Settimio Severo, in occasione della quale i cristiani condannati dovevano lottare contro bestie feroci, durante i giochi militari: a tal fine vennero trasferiti dalla prigione nell'arena. Il carceriere Pudete, che aveva imparato a rispettare i catecumeni, permise ad altri cristiani di far loro visita. Il padre di Perpetua andò a trovarla tentando ancora invano di dissuaderla.
Secundo, uno dei catecumeni, morì in prigione. Felicita, che quando fu arrestata era all'ottavo mese di gravidanza, era persuasa che non l'avrebbero sottoposta al martirio insieme agli altri, dal momento che la legge vietava l'esecuzione di donne incinte. Invece, dopo averne deciso la condanna, due giorni prima dell'inizio dei giochi, miracolosamente diede alla luce, prima del nono mese, una bambina, che venne adottata da una donna cristiana.
Il 7 marzo, durante uno spettacolo castrense per celebrare il compleanno del cesare Geta, i cinque catecumeni furono condotti nell'anfiteatro. In seguito alla richiesta della folla, furono dapprima fustigati, poi un cinghiale, un orso e un leopardo furono aizzati contro gli uomini, e una mucca selvaggia contro le donne. Feriti dalle bestie feroci si baciarono secondo il rito per l'ultima volta prima di essere uccisi. I loro corpi furono sepolti a Cartagine.

## Culto

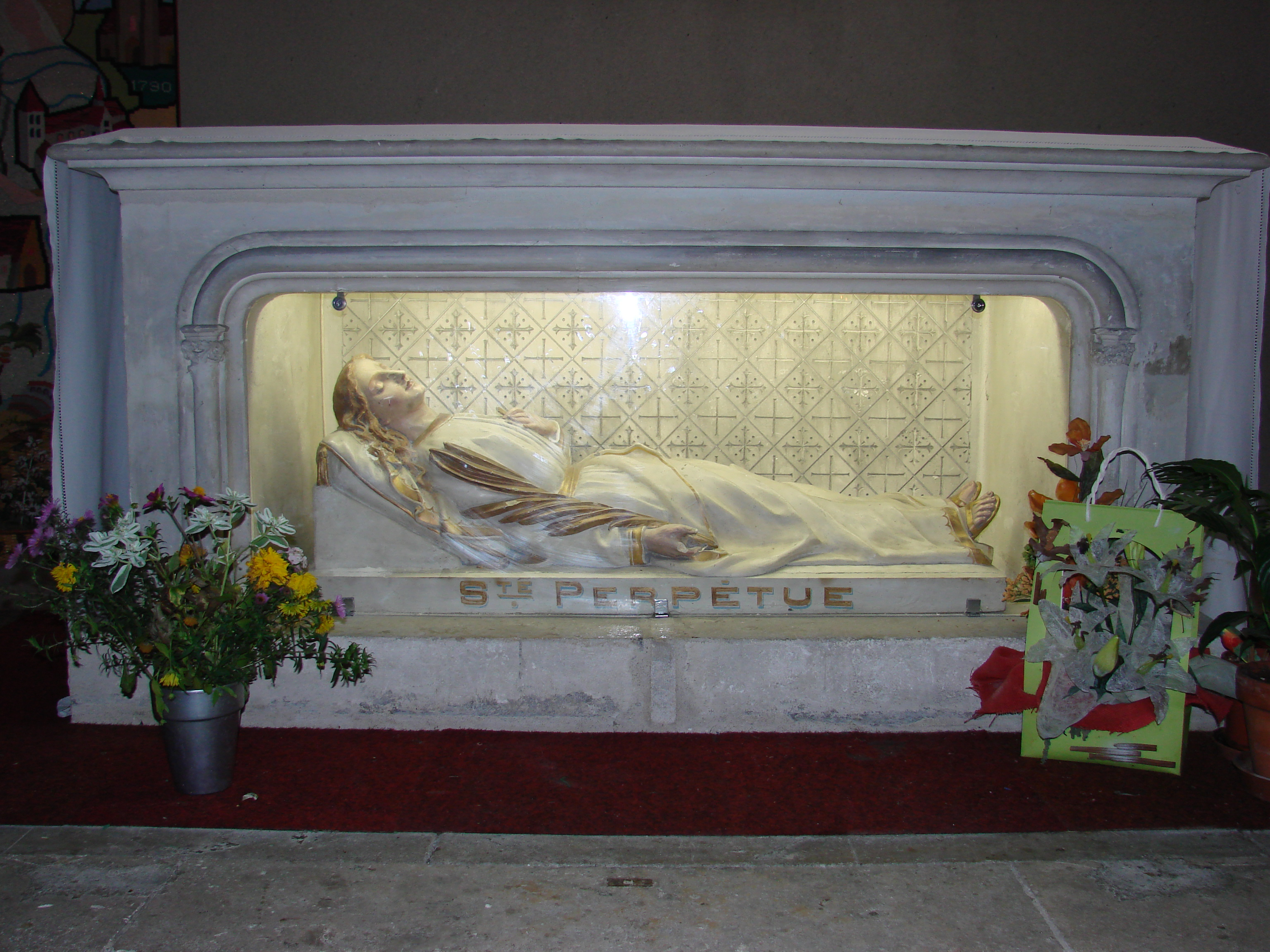
Sarcofago di santa Perpetua nella chiesa di Notre-Dame di Vierzon.

Il culto delle due sante e dei loro compagni martiri ebbe straordinaria e immediata diffusione: sono pervenute anche alcune omelie di Agostino, pronunciate proprio in occasione della loro festa. Il loro attributo iconografico è la palma del martirio. Una meravigliosa basilica, chiamata Basilica Maggiore, fu eretta nel luogo in cui i martiri furono sepolti. Alfred Louis Delattre, proprio in questa basilica, scoprì un'antica iscrizione recante i nomi dei martiri.
La loro festa venne celebrata, anche al di fuori dei confini dell'Africa, il 7 marzo: questa data entrò a far parte del calendario filocaliano, cioè quello dei martiri venerati pubblicamente a Roma nel IV secolo. Il rito ambrosiano, invece, le ricorda il 7 febbraio, poiché il 7 marzo cade quasi sempre in quaresima. Perpetua e Felicita sono invocate nelle litanie dei santi; il loro nome è inserito anche nel Canone romano.
Nel 439 le reliquie di santa Perpetua, all'approssimarsi dell'invasione dei Vandali, furono trasferite a Roma, poi da lì, nell'843, dall'arcivescovo di Bourges, san Raoul, all'abbazia di Dèvres (o Deuvre), a Saint-Georges-sur-la-Prée. Dopo che quest'abbazia fu saccheggiata dai Normanni nel 903, furono trasferite a Vierzon, nel sito dell'attuale municipio. Da lì furono traslate nella chiesa di Notre Dame di Vierzon nel 1807, dove sono state conservate finora. Perpetua è la patrona di Vierzon. Nel 1632 quella città fu gravemente colpita da un'epidemia di peste: gli abitanti allora fecero ricorso alla santa portandone in processione le reliquie, e fecero il voto che, se la peste fosse cessata, avrebbero incastonato la sua testa in un reliquiario d'argento. La peste effettivamente cessò.